# Hiszpania Bliższa

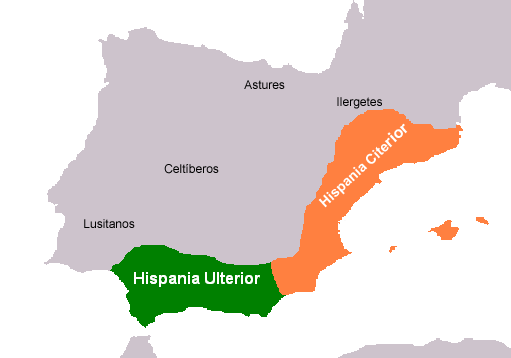
Hiszpania Bliższa (na pomarańczowo) w 197 roku p.n.e

Hiszpania Bliższa (Hispania Citerior) – propretorska prowincja rzymska, znajdująca się na Półwyspie Iberyjskim, została ustanowiona wraz z Hiszpanią Dalszą za czasów republiki rzymskiej.
Obie prowincje powstały w 197 roku p.n.e. cztery lata po zakończeniu drugiej wojny punickiej (218–201 p.n.e.) Podczas tej wojny Scypion Afrykański Starszy pokonał Kartagińczyków w bitwie pod Ilipą (koło Sewilli) w 206 r. p.n.e. Doprowadziło to do przejęcia przez Rzymian kartagińskich posiadłości w południowej Hiszpanii i na wschodnim wybrzeżu aż do rzeki Ebro. Kilku namiestników Hiszpanii Citerior dowodziło wojnami przeciwko Celtyberyjczykom, którzy zamieszkiwali tereny na zachód od tej prowincji. Pod koniec I wieku p.n.e. Oktawian August zreorganizował Rzymskie prowincje na Półwyspie Iberyjskim, tworząc w miejsce Hiszpanii Bliższej większą Hispanie Tarraconesis.